# 髙岡カントリー倶楽部
髙岡カントリー倶楽部（たかおかカントリークラブ）は、富山県高岡市にあるゴルフ場。

## 概要
富山県内最大級の総面積約223万m2、合計36ホール、144パー、14,011ヤードの規模のゴルフ場である。1973年（昭和48年）1月16日設立の御坊山観光開発株式会社によって1975年（昭和50年）9月21日にオープンした。
ピーク時の1993年（平成5年）12月期には13億8,364万円もの売上高をあげていたが、ゴルフ人口減少等によるゴルフ需要の低下に伴う売上高低迷や預託金の償還問題を理由に厳しい経営が続いていた。2015年（平成27年）3月4日、東京地方裁判所に民事再生法の適用を申請し同日付で監督命令を受けた。負債総額は約77億1,000万円で、これは当時の富山県内では最大の倒産であった。

## アクセス
- 北陸自動車道 小杉IC[1]および高岡砺波スマートICが最寄りのインターチェンジ。
- 高岡駅からタクシーで15分、富山駅からタクシーで30分[1]。